# دينيس ألكسندروف
دينيس ألكسندروف (بالأوكرانية: Александров Денис Олегович)‏ هو لاعب كرة قدم أوكراني في مركز الهجوم، ولد في 5 مايو 1992 في أوديسا في أوكرانيا. لعب مع تشورنومورتس أوديسا ونادي سلافيا-موزير.

## وصلات خارجية
- دينيس ألكسندروف على موقع اتحاد أوكرانيا (الإنجليزية)
- دينيس ألكسندروف على موقع قاعدة بيانات كرة القدم.إي يو (الإنجليزية)
- دينيس ألكسندروف على موقع Soccerway.com (الإنجليزية)